# Yael Averbuch
Yael Friedman Averbuch (Montclair, Nueva Jersey, 3 de noviembre de 1986) es una futbolista estadounidense. Actualmente juega para el FC Kansas City en la National Women's Soccer League y para la selección nacional femenina de fútbol de Estados Unidos.
Ha jugado para Kopparbergs/Göteborg FC en el Damallsvenskan de la Liga de Campeones Femenina de la UEFA, así como tuvo una breve participación con el club ruso WFC Rossiyanka. Fue dos veces campeona de la WPS con Sky Blue FC y Western New York Flash.
Averbuch ha jugado para la selección de los Estados Unidos en cada nivel de los equipos nacionales.

## Primeros años
Averbuch, que es judía, nació en Nueva York. Es hija de Gloria Averbuch y Paul Friedman. Su segundo nombre es el apellido de su padre y su apellido es el apellido de soltera de su madre.
Averbuch creció en Upper Montclair. Yael se mantuvo en la lista de honor de su secundaria todos los años. Curiosamente, no jugó fútbol en secundaria, dedicándose a jugar en ligas.

### Universidad de Carolina del Norte
Durante su carrera como centrocampista en la Universidad de Carolina del Norte en Chapel Hill, Averbuch marco un récord, empezando 105 juegos de manera consecutiva. Fue seleccionada dos veces la capitana all-stars de la Atlantic Coast Conference, una de las conferencias más competitivas de fútbol femenino del país. Jugando para los Tar Heels, obtuvo dos copas colegiales de la NCAA en 2006 y 2008. En 2008, fue nombrada Atleta del Año de la NSCAA.
Ya como freshman en 2005, Averbuch empezó todos los 25 juegos de la serie, haciéndose famosa por sus goles anotados con tiros de esquina, así como llamada a formar parte del Honor Roll en la temporada 2005-06.
En 2006, Averbuch llegó a ser la segunda mejor anotadora de Carolina con 7 goles. Fue nombrada jugadora del año por Soccer Buzz y Top Drawer Soccer, además de ser finalista en los Missouri Athletic Club Hermann Trophy y Honda Soccer Award. Fue poseedora del récord en la NCAA del gol más rápido anotado en un partido, cuando jugando contra Yale, anotó a los 4 segundos de haberse iniciado el partido, por medio de un tiro directo al medio campo.  Averbuch fue elegida la Jugadora Ofensiva de la ACC y apareció en la lista del equipo femenino de fútbol universitario de la revista ESPN The Magazine.
En 2007, Averbuch inició todos los juegos con los Tar Heels. Fue nombrada la Futbolista del Año de la ACC y parte de la selección All-Southeast de Soccer Buzz y de la NSCAA, así como de la revista Jewish Sports Review.

## Trayectoria

### Clubes

#### New Jersey Lady Stallions
Averbuch jugó para las New Jersey Lady Stallions en la W-League de 2002 a 2004. Con sólo 14 años de edad,  se convirtió en la más joven en aparecer en la W-League.

#### Sky Blue FC
Averbuch jugó en la temporada de 2009 para Sky Blue, empezando en 14 de 18 juegos y asistió a Keeley Dowling en el gol con el cual el equipo venció a Saint Louis Athletica, para posteriormente vencer a Los Angeles Sol y obtener el campeonato de 2009 de la WPS.
En 2010, Averbuch regresó a jugar con el equipo, jugando en 23 juegos, empezando 19 y anotando un objetivo.

#### Western New York Flash
En 2011, Averbuch firmó con Western New York Flash. Tuvo en total 14 apariciones, jugando un total de 751 minutos, ayudando a que su equipo ganase el campeonato de 2011 de la WPS al anotar un gol de penal contra Philadeplhia Independence.

#### WFC Rossiyanka
Después 2011, la liga WPS fue suspendida. Averbuch se mudó a Moscú, para jugar durante un mes con WFC Rossiyanka para los cuartos de finales de la Liga Femenina de Campeonas de la UEFA. Ella, junto con Kia McNeill y Leigh Ann Robinson, fue traída por el entrenador para ayudar a fortalecer el equipo antes de enfrentarse al 1. FFC Turbine Potsdam en la Liga de Campeonas de la UEFA, jugando en dos encuentros para el equipo.

#### Kopparbergs/Göteborg FC
En 2012, Averbuch firmó con Kopparbergs/Göteborg FC en Suecia. Tuvo 10 apariciones y jugó un total de 837 minutos, anotando seis goles.

#### FC Kansas City
Ganó un campeonato nacional con FC Kansas City.

### Selección nacional
Averbuch ha jugado para el equipo de fútbol nacional de Estados Unidos desde Sub-16 en 2002 y Sub-17 en 2003 hasta Sub-19 en 2003, con el cual anotó dos goles y clasificó a la Copa Mundial Sub-19 en Tailandia, en la cual jugó en dos encuentros. También jugó para la selección Sub-23 en 2008, siendo la capitana del equipo y ganando ante Suecia la Copa Nórdica de 2008.
Averbuch jugó por primera vez en la selección de mayores en 2007, durante el Torneo de las Cuatro Naciones en China, jugando contra Inglaterra y China. En 2009, jugó contra Alemania. En 2010,  jugó en 10 partidos y anotó un gol internacional ante Costa Rica, durante el Premundial Femenino CONCACAF de 2010.

## Vida personal
Su hermana menor, Shira, también fue centrocampista para la Universidad de Stanford y representó a los EE. UU. en julio de 2013, durante las XIX Macabiadas en Israel y trabaja actualmente para Soccer United Marketing.